# Peatling Parva
Peatling Parva är en ort och civil parish i Storbritannien.   Den ligger i grevskapet Leicestershire och riksdelen England, i den södra delen av landet, 130 km nordväst om huvudstaden London. Peatling Parva ligger 128 meter över havet och antalet invånare är 181.
Terrängen runt Peatling Parva är platt. Runt Peatling Parva är det ganska tätbefolkat, med 129 invånare per kvadratkilometer. Närmaste större samhälle är Leicester, 15,5 km norr om Peatling Parva. Trakten runt Peatling Parva består till största delen av jordbruksmark.